# Ду Понт (Џорџија)
Ду Понт (Џорџија) (енгл. Du Pont) град је у америчкој савезној држави Џорџија. По попису становништва из 2010. у њему је живело 120 становника.

## Демографија
Према попису становништва из 2010. у граду је живело 120 становника, што је 19 (13,7%) становника мање него 2000. године.
| Група             | 2000.      | 2010.      |
| Белци             | 83 (59,7%) | 68 (56,7%) |
| Афроамериканци    | 53 (38,1%) | 49 (40,8%) |
| Азијати           | 0 (0,0%)   | 0 (0,0%)   |
| Хиспаноамериканци | 3 (2,2%)   | 3 (2,5%)   |
| Укупно            | 139        | 120        |